# Anonychia grisea
Anonychia grisea är en fjärilsart som beskrevs av Butler 1883. Anonychia grisea ingår i släktet Anonychia och familjen mätare. Inga underarter finns listade i Catalogue of Life.